# 3,4-亚甲二氧基甲卡西酮
3,4-亚甲二氧基甲卡西酮（MDMC、βk-MDMA或M1）是一种有机化合物，化学式为C11H13NO3，它是精神类药物。
2011年10月，DEA颁布了针对3,4-亚甲二氧基甲卡西酮的禁令，持有或分销据此违法。2013年4月，DEA将其列入CSA附表1物质。